# Takayuki Arakaki
Takayuki Arakaki (新垣 貴之 Arakaki Takayuki?), född 12 augusti 1996 i Okinawa prefektur, är en japansk fotbollsspelare.
Arakaki började sin karriär 2019 i Giravanz Kitakyushu.